# Discount
Discount (engelsk ord for rabat) bliver på dansk brugt til at beskrive lavpris indenfor handel. Ordet discount bliver brugt når man primært fokuserer på en lav pris som salgsargument. Der findes en række discountbutikker, der bruger prisen som det primære salgsparameter, men også andre butikker kan have et sortiment af discountvarer som primært sælges med en lav pris som argument. 